# Sarbka (Wągrowiec)
Sarbka ist ein Dorf in der Gemeinde Wągrowiec im Powiat Wągrowiecki. Es liegt auf einer Höhe von etwa 82 Metern über dem Meeresspiegel in der Woiwodschaft Großpolen in Polen. Im Umkreis von Sarbka liegen die Nachbarorte Żelice, Nowe Brzeźno, Brzekiniec und Kamienica. Der Ort Tarnowo liegt etwa 8 Kilometer südwestlich von Sarbka. In nordöstlicher Richtung verläuft das Ufer des Kaliszańskie Sees (Jezioro Kaliszańskie). Das Verwaltungszentrum der Gemeinde und des Powiats liegt in der Stadt Wągrowiec etwa zehn Kilometer in südöstlicher Richtung. Nördlich von Sarbka erstreckt sich ein größeres Waldgebiet, das zur Forstwirtschaft genutzt wird. Südlich ist die Landschaft geprägt durch den Ackerbau. Beides sind die Haupteinnahmequellen des Dorfes.